# 杨新华 (1943年)
杨新华（1943年2月—），男，汉族，辽宁辽中人，中华人民共和国政治人物，曾任辽宁省人民政府副省长，辽宁省人大常委会副主任，第七届全国人大代表。